# Sodalitium Pianum
Sodalitium Pianum (Nederlands: de broederschap van Pius) was een niet-officiële kerkelijke commissie, in 1909 opgericht door monseigneur Umberto Benigni, die zich ten doel stelde sympathisanten van modernistische ideeën te traceren en publiekelijk te veroordelen.
De oprichting van de commissie volgde op de encycliek Pascendi Dominici Gregis en het decreet Lamentabili Sane Exitu, uitgevaardigd door paus Pius X, waarin elke vorm van het modernistisch gedachtegoed (waaronder liberalisme en democratie) veroordeeld werd als uiting van ketterij. Door onder meer spionage, infiltratie en publieke onderzoeken werd door leden van de commissie getoetst in hoeverre geestelijke en kerkelijke gezagsdragers het modernisme afwezen dan wel omarmden. Ook werd door de commissie bewerkstelligd, dat nieuwe geestelijken bij hun ambtsaanvaarding een plechtige eed afzwoeren, waarin zij elke vorm van modernisme verwierpen.
Tot de verdachten behoorden onder meer Giacomo della Chiesa (paus Benedictus XV) en Angelo Roncalli (paus Johannes XXIII). Laatstgenoemde werd ervan beschuldigd aan studenten van het seminarie te Bergamo het advies gegeven te hebben een door de Kerk verboden boek te lezen.
Rafael Merry del Val, kardinaal-staatssecretaris onder paus Pius X en ook tegenstander van het modernisme, zou later afstand genomen hebben van de werkwijze van de commissie en voorkomen hebben, dat deze een officiële status binnen het Vaticaan zou krijgen.
Paus Benedictus XV hief de commissie in 1921 op, doordat vanuit de Kerk gemeend werd dat door veranderende omstandigheden er geen bestaansrecht meer bestond voor Sodalitium Pianum.
Dat Pius X niet op de hoogte was van het bestaan van de commissie zou worden tegengesproken door een brief van kardinaal Gaetano de Lai gericht aan Umberto Benigni, waarin hij meldde: “ik heb het programma van de Sodalitium Pianum aan de Heilige Vader voorgelegd. De paus heeft het initiatief goedgekeurd en gezegend….”
In 1985 werd de naam Sodalitium Pianum overgenomen door het Instituto Mater Boni Consilii, een groep traditioneel katholieken die geldt als een afsplitsing van de priesterbroederschap Sint Pius X.